# Starý zámek u Lulče
Starý zámek u Lulče je rozsáhlé pravěké hradiště u Lulče v okrese Vyškov v Jihomoravském kraji. Lokalita byla osídlena od neolitu přes dobu bronzovou a laténskou až po středověk. Hradiště, které s rozlohou 55 hektarů patří k největším na Moravě, je chráněno jako kulturní památka.

## Historie
Prostor hradiště byl osídlen v neolitu příslušníky kultury s nálevkovitými poháry, badenské a jevišovické kultury. V době bronzové osídlení pokračovalo v období slezské fáze lužické kultury a znovu bylo hradiště osídleno v době laténské. Ve vrcholném středověku v sousedství  kostela svatého Martina stál hrad Luleč, založený koncem třináctého století. Jako vrchnostenské sídlo sloužil do druhé poloviny patnáctého století, kdy byl opuštěn. Počátkem dvacátého století byl pozůstatek hradu nazván Na Starém zámku.

## Archeologie
Lokalita vykazuje znaky výrazného poškození způsobeného neorganizovanou skládku odpadu a zarůstáním vegetací, což komplikuje její archeologický výzkum a možnosti turistického využití.
Nejstarší archeologické nálezy z hradiště od roku 1877 získával V. Travenec a první publikace o ní vydali Jan Knies a Inocenc Ladislav Červinka v letech 1894 a 1896. Travenec publikoval své nálezy v roce 1904 a následně zhotovil dva plány lokality. Nálezy, k nimž patří 22 bronzových jehlic, jsou uloženy ve vyškovském muzeu a v Moravském zemském muzeu.
V roce 2016 byl do sbírek Muzea Vyškovska získán depot bronzových předmětů, označovaný jako Luleč 3, díky spolupráci s amatérskými archeology. Tento nález přináší nové poznatky o osídlení a kulturních aktivitách v této oblasti během doby bronzové.

## Popis
Hradiště s rozlohou 55 hektarů leží v nadmořské výšce 360–390 metrů na ploché, mírně skloněné planině, která je součástí hřebene s vrcholem zvaným Nad Skálou. Strmé svahy převyšují údolí Rakovce až o osmdesát metrů. Opevnění nebylo datováno. Dochovalo se v několika úsecích tvořených zdvojeným valem a příkopem. Výška dochovaných valů se pohybuje od jednoho do 3,5 metru. Na jižní straně je fortifikační linie dokonce trojnásobná a její celková šířka dosahuje 25 metrů. Brána se nacházela 280 metrů od západního nároží.